# Johann Christoph Egedacher
Johann Christoph Egedacher (* 3. Jänner 1666 in München; † 13. September 1747 in Salzburg) arbeitete in Salzburg als Orgelbauer. 1706–1747 war er Hoforgelmacher im Erzstift Salzburg.

## Leben

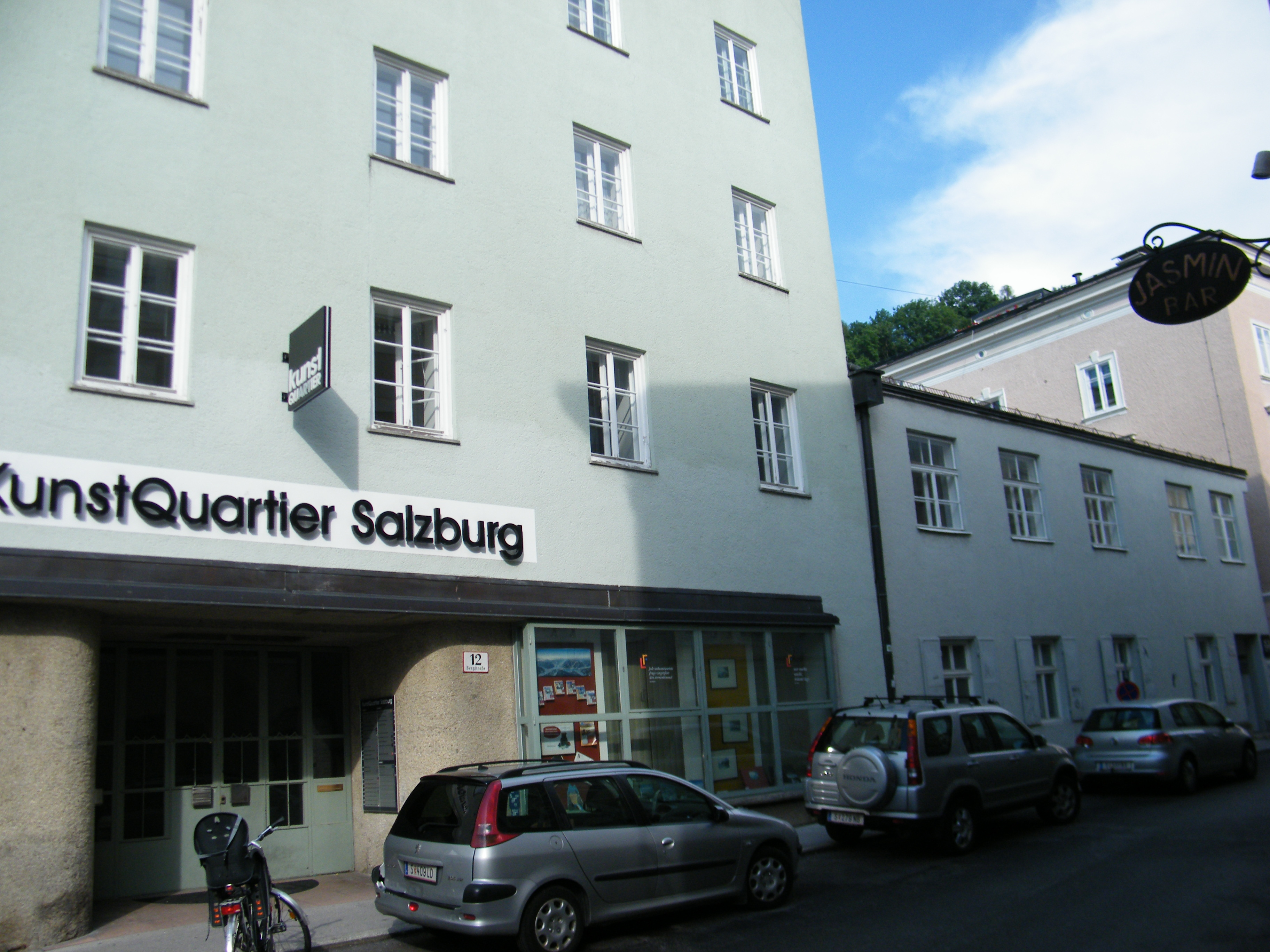
1713 (–1753) wurde das damals hier stehende Haus die Murersche und Eggedacherische Behausung genannt.

Egedacher zählt als Sohn von Christoph Egedacher zu der Straubinger Orgelbaudynastie der Egedacher, die zusammen mit den Familien Butz und Freundt als wichtigste Vertreter der süddeutschen Orgelbauschule und damit des bayrischen und (heutigen) österreichischen Raumes gelten.
Im Alter von etwa sechs Jahren übersiedelte er mit seinem Vater von München nach Salzburg, wo er am 30. Oktober 1677 als Schüler am Benediktinergymnasium inskribiert wurde. Seine Ausbildung dürfte er in der in Salzburg-Mülln gelegenen Werkstätte seines Vaters erhalten haben.
Am 25. Juni 1703 heiratete er in der Müllner Kirche Maria Forsthuber, mit der er acht Kinder hatte. Maria Anna wurde am 24. Juli 1704 in Mülln, die anderen Kinder in der alten Andräskirche getauft: Johann Christoph (22. Oktober 1706), Maria Eva (20. Dezember 1707), Johann Jakob (19. Mai 1709), Johann Georg Kajetan (6. April 1711), Maria Clara (8. April 1713), Johann Rochus Egedacher (5. August 1714) und Johann Simon Wolfgang (27. Oktober 1717). In zweiter Ehe war Johann Christoph Egedacher mit Maria Lanz verheiratet.
Nach dem Tod seines Vaters erhielt Egedacher am 6. August 1706 die Salzburger Hoforgelmacherstelle verliehen, mit einer monatlichen Besoldung von 12 fl. 30 kr. Noch zu dessen Lebzeiten hatte er 1703 aus Anlass der geplanten Erweiterung der Salzburger Domorgel eine erste Studienreise nach Trient zur Orgel der Konzilskirche Santa Maria Maggiore unternommen. Bei einer zweiten Reise 1717 nach Straßburg besuchte er Andreas Silbermann, untersuchte mit ihm dessen für das Straßburger Münster neu erbaute Orgel und kaufte ihm sein Rezept für ein Präparat gegen „Wurmfraß“ ab.
Seine Werkstätte hatte Egedacher zuerst in der Salzburger Augustinergasse 2, Ecke Mülleggstraße 17, später im Haus Bergstraße 12, das 1713 die Murersche und Eggedacherische Behausung genannt wurde. Laut einer sogenannten Seelenbeschreibung hatte er 1713 drei Gesellen: Wilhelm Stalls aus Franken, Anton Singstoller aus Landshut und Joseph Dözer.
Seine beiden wichtigsten Arbeiten dürften die Erweiterung (1705/06) und grundlegende Verbesserung (1718) der Salzburger Domorgel und der Neubau (1714–1716) der großen Liebfrauen-Orgel im Salemer Münster sein. Darüber hinaus sind über 25 Orgelneubauten von ihm nachweisbar.
Bis zuletzt als Orgelbauer tätig, starb er mit 81 Jahren und wurde 1747 am Friedhof St. Sebastian in Salzburg begraben.
Seine am 24. Juli 1704 in Mülln geborene Tochter Maria Anna Egedacher war später … hochfürstliche Hofsängerin [und] erhielt […] wohl aufgrund ihrer hervoragenden [!] Stimme, eine außergewöhnlich hohe Monatsbesoldung von 25 fl., die nach ihrer am 17. April 1730 erfolgen Heirat mit dem Hoftenoristen Giuseppe Francesco Lolli aus Bologna reduziert wurde, aber immerhin noch 16 fl. Betrug.
Auf einem Porträt war Johann Christoph Egedacher mit Johann Babtist Graf Thurn-Valsassina und Leopold Mozart abgebildet. Das Bild befand sich bis 1830 in der von Franz Laktanz Graf von Firmian angelegten Gemäldesammlung auf Schloss Leopoldskron, die Darstellung gilt als verschollen.

## Werkliste
Die Liste führt einige seiner nachgewiesenen Neubauten auf.
Die Größe der Instrumente wird in der fünften Spalte durch die Anzahl der Manuale und die Anzahl der klingenden Register in der sechsten Spalte angezeigt. Ein großes „P“ steht für ein selbstständiges Pedal.
| Jahr            | Ort                                                                        | Kirche                                                                        | Bild | Manuale | Register | Bemerkungen |
| --------------- | -------------------------------------------------------------------------- | ----------------------------------------------------------------------------- | ---- | ------- | -------- | --- |
| 1705–1706, 1718 | Salzburg                                                                   | Salzburger Dom                                                                |      | III/P   | 42       | 1706: Egedacher kündigte im Kontrakt zur Erweiterung der Salzburger Domorgel vom 1. Dezember 1704 an, nicht nur die in hochfürstlicher Domkhürchen alhier neu aufgerichte grosse Orgl mit zweÿ neuen fligen oder seithen wendten zu vermehren, sondern auch die in der Domb Orgel zu Trient sich befindende räre Register zu verschidenen Zungen Werckhen neben andern dieser hiesigen Domb Orgl auch einzuverleiben.... 1718: Die Monate Mai bis September 1718 arbeitete Egedacher wieder an der Domorgel in der Absicht, das große Werk in besseren Stand, als es jemals gewesen zuzurichten. An die 2000 Pfeifen fertigte er neu an und versah sie mit neuen Windstöcken. Die Orgel bekam allerdings, bei leicht veränderter Disposition, nicht mehr Register. Das Ergebnis war ein Instrument, das sich mit einer leicht gängigen Spielmechanik und einem reinen Ton auszeichnete. |
| 1705/06         | Eisenerz                                                                   | Pfarrkirche St. Oswald                                                        |      |         |          | Ereignis: Nachdem seine Schwester Maria Scholastica (* 18. Nov. 1674 in Mülln) nachgekommen war, um ihm beim Bau der Orgel in der oberen Kirche und 2 andere[n] kleinen Werken zu helfen, verstarb dieselbe an einer hietzige[n] Krankheit und wurde am 22. Feb. 1706 in Eisenerz, St. Oswald, begraben. |
| 1706            | Stuhlfelden                                                                | Pfarrkirche                                                                   |      |         |          | Umbau und Erweiterung |
| 1709            | Windischmatrei                                                             | St. Nikolaus (Matrei)                                                         |      | I       | 4        | Positiv |
| 1710–1711       | Mattsee                                                                    | Stift Mattsee                                                                 |      |         |          | |
| 1711            | Matrei in Osttirol                                                         | Niklaskirche                                                                  |      | I       | 4        | Positiv |
| 1712            | Salzburg                                                                   | Allerseelenkirche (heute das Haus Kaigasse 10)                                |      |         |          | Von der sogenannten Schwarzen Bruderschaft, offiziell Allerseelenbruderschaft bezeichnet, um ca. 155 Gulden erworben. Die letzte Reparatur ist für das Jahr 1800 nachgewiesen und wurde von Hoforgelmacher Johann Ev. Schmidt um 20 Gulden durchgeführt. 1802 verkaufte man das Instrument, vermutlich ein Positiv, um 120 Gulden nach Anif. |
| 1712            | Reichersberg                                                               | Pfarrkirche (1820 abgebrochen). 1787 in die Pfarrkirche Münsteuer übertragen. |      | I/P     | 8        | Die im Zuge der Reformen Kaiser Josephs II. durchgeführte Profanierung der Pfarrkirche Reichersberg erfolgte 1787 die Übertragung der Orgel in die benachbarte Pfarrkirche zum hl. Paulus in Münsteuer. Sehr guter Erhaltungszustand. → Orgel |
| 1713            | Gmünd in Kärnten                                                           | Pfarrkirche Maria Himmelfahrt                                                 |      | I/P     | 9        | Anscheinend von seinem Gesellen Josef Dözer, auch Dölger, aufgestellt. |
| 1713            | Obermauern                                                                 | Wallfahrtskirche                                                              |      | I       | 6        | |
| 1714            | Salzburg                                                                   | Aula Academica                                                                |      | II/P    | 24       | |
| 1714            | St. Veit im Pongau                                                         | Pfarrkirche Sankt Veit im Pongau                                              |      | I/P     | 7        | weitgehend original erhalten |
| um 1715         | Salzburg                                                                   | Sacellum (jetzt in der Filialkirche Astätt)                                   |      | I       | 4        | Johann Nepomuk Carl Mauracher entfernte das Positiv 1866 aus dem Sacellum (Salzburg) und verkaufte es der Kirche in Astätt. Am 15. Jänner 1868 erhielt er dafür 140 Gulden. Es blieb in der Filialkirche Astätt erhalten. |
| 1714–1716       | Salem (Baden)                                                              | Salemer Münster (Liebfrauen-Orgel)                                            |      | II/P    | 30       | |
| 1717            | Kirchental                                                                 | Wallfahrtskirche zu Unserer Lieben Frau                                       |      | I/P     | 7        | nicht erhalten |
| 1717            | Burghausen                                                                 | St. Jakob                                                                     |      |         |          | |
| 1719–1720       | Salem                                                                      | Salemer Münster Dreifaltigkeits-Orgel                                         |      |         |          | Prospektpfeifen erhalten |
| 1720            | Kuchl                                                                      | Pfarrkirche                                                                   |      |         |          | |
| 1720–1721       | Salem                                                                      | Reichsabtei Salem                                                             |      |         |          | Versetzung des Rückpositivs, Reparatur des Chorpositivs, Neubau einer Tragorgel |
| 1721            | Salzburg                                                                   | Kollegienkirche                                                               |      |         |          | Zusammenfügen zweier separater Orgeln zu einem Instrument |
| 1724            | Irrsdorf                                                                   | Filialkirche Irrsdorf                                                         |      |         |          | |
| 1729            | Neumarkt am Wallersee                                                      | Pfarrkirche                                                                   |      |         |          | nicht erhalten; Orgel aus 1888 von Albert Mauracher |
| 1729            | Köstendorf, seit 1863 in der Filialkirche Pfongau in Neumarkt am Wallersee | Pfarrkirche Köstendorf                                                        |      | I       | 5        | Die Orgel kostete 1729 434 fl. Das Instrument wurde 1863 von Matthäus Mauracher umgebaut und in der Filialkirche Pfongau, in Neumarkt gelegen, aufgestellt, 1893 durch Albert Mauracher um ein Pedal erweitert. Restaurierung 2017 durch Orgelbau Linder. 76,1 % des Pfeifenmaterials stammen von Johann Christoph Egedacher. |
| 1730            | Radstadt                                                                   | St. Loretto ob Lerchen                                                        |      |         |          | |
| 1731            | Abtenau                                                                    | Pfarrkirche                                                                   |      |         |          | |
| 1731            | Henndorf am Wallersee                                                      | Pfarrkirche                                                                   |      |         |          | |
| 1732            | Gleink                                                                     | Benediktinerstift                                                             |      | II/P    | 20       | Gehäuse erhalten; 1993 Rekonstruktion durch Bernhardt Edskes |
| 1735            | Sankt Jakob am Thurn                                                       | Pfarrkirche                                                                   |      |         |          | Positiv |
| um 1735         | Saalfelden                                                                 | Dekanatskirche                                                                |      |         |          | nicht erhalten; Orgel aus 1832 von Karl Mauracher |
| 1736            | Kramsach                                                                   | Wallfahrtsbasilika und Pfarrkirche Mariathal                                  |      | II/P    | 21       | Als Mitgift einer Tochter Egedachers erbaut, die 1736 in das Kloster der Dominikanerinnen in Marienthal eintrat. |
| 1737            | Mondsee                                                                    | Kloster Mondsee                                                               |      |         |          | Chororgel |
| 1737            | Goldegg im Pongau                                                          | Pfarrkirche                                                                   |      |         |          | |
| 1737            | Zersdorf                                                                   | Filialkirche                                                                  |      |         |          | |
| 1737            | Thalgau                                                                    | Dekanatskirche                                                                |      |         |          | |
| 1737            | Dürrnberg                                                                  | Wallfahrtskirche                                                              |      |         |          | Vermutlich eine Reparatur eines bestehenden Instruments. |
| 1738            | Prien am Chiemsee                                                          | Pfarrkirche Mariä Himmelfahrt                                                 |      |         |          | 1994 Orgelwerk mit III/50 und neues Rückpositiv von Gerald Woehl |
| 1739            | Gmunden                                                                    | Pfarrkirche Gmunden                                                           |      |         |          | |
| 1740            | Herrenchiemsee, Kloster; seit 1816 in Tittmoning                           | jetzt in St. Laurentius                                                       |      | II/P    | 19       | Ursprünglich für Kloster Herrenchiemsee geschaffen worden, wobei Gehäuse und Brüstung vermutlich von Georg Anton Kidl und Sebastian Mayr stammen; Prospekt und Brüstung erhalten. Beim Brand der Kirche 1815 war das Vorgängerinstrument Rochus Egedachers aus dem Jahre 1779 zerstört worden. |
| 1740            | Teisendorf                                                                 | Pfarrkirche                                                                   |      |         | 8.       | |
| 1741            | Linz                                                                       | Karmelitenkirche                                                              |      | II/P    | 24       | Gehäuse erhalten; 1969 neues Werk von Walcker-Mayer |